# Lewica Republikańska
Lewica Republikańska (hiszp. Izquierda Republicana) – hiszpańska lewicowa partia republikańska założoną przez Manuela Azañę w 1934 roku. W okresie Państwa Hiszpańskiego partia przebywała na uchodźstwie w Meksyku.

## Historia
Partia została założona w 1934 r. po przegranej lewicy w wyborach parlamentarnych w 1933 w wyniku połączenia Akcji Republikańskiej, części Radykalnej Socjalistycznej Partii Republikańskiej oraz Autonomicznej Galicyjskiej Organizacji Republikańskiej. Do członków partii należeli m.in. José Giral, Victoria Kent i Manuel Azaña, który został przywódcą partii.
Startując w koalicji Frontu Ludowego w wyborami w 1936, partia uzyskała 87 mandatów stając się trzecią siłą parlamentarną, a Manuel Azaña został premierem. Po zdjęciu z urzędu przez parlament prezydenta  Niceto Alcalá-Zamory w maju 1936 r., Azaña został obrany nowym prezydentem. Urząd ten pełnił do swojej rezygnacji w lutym 1939 r. Na stanowisku premiera zastąpił go Santiago Casares Quiroga, a następnie José Giral. Później, obok Unii Republikańskiej, Lewica Republikańska stała się głównym koalicjantem rządu premiera Largo Caballero we wrześniu 1936 r., po wybuchu hiszpańskiej wojny domowej. Lewica Republikańska wchodziła w skład każdego republikańskiego rządu aż do końca wojny domowej.